# Petinomys sagitta
Petinomys sagitta es una especie de roedor de la familia Sciuridae.

## Distribución geográfica
Es  endémica de Java (Indonesia).